# O Cerco (Marvel Comics)
O Cerco (Siege, no original) é uma  história em quadrinhos americana publicada pela Marvel Comics entre janeiro de 2010 e maio de 2010. Trata-se de uma culminação da história de Reinado Sombrio, que viu Norman Osborn se tornar o principal oficial de defesa dos Estados Unidos; líder da H.A.M.M.E.R., bem como empregar seu próprios Vingadores Sombrios. A história retrata Loki manipulando Osborn para leva-lo como um invasor em Asgard, na época localizada dentro dos Estados Unidos. Capitão América e seus próprios Vingadores lideraram uma rebelião contra Osborn, que se agravou com a invasão. Os eventos em O Cerco levaram a Marvel Comics a introduzir uma subsequente linha-histórica denominada A Era Heroica.

## Publicação da história
O Cerco ocorreu como uma minissérie de quatro partes de mesmo nome, com one-shots e minisséries associadas, bem como passagens em séries existentes em curso.
A Marvel anunciou no início de 2010 que O Cerco seria um enredo que seguiria pela linha histórica de A Era Heroica. Isto foi sugerido pela primeira vez por Athena para Amadeus Cho.

### Consequência da publicação
O fim da sequência foi descrito como o que seria o início de uma nova "Idade Heróica" no Universo Marvel.
O tie-in final dos quatro títulos Vingadores, Mighty Avengers # 36, New Avengers # 64, Dark Avengers # 16 e Avengers: The Initiative # 35 foram os últimos dessas séries, juntamente com um New Avengers: Finale, escrito por Bendis com arte de Bryan Hitch.
A partir de junho de 2010, a Marvel publicou Avengers Prime: Siege Aftermath. Esta série de cinco parte foram focadas em  Thor, Homem de Ferro e Capitão América e seria uma ponte entre O Cerco e A Era Heroica.
Apesar de não ser baseado como uma série de consequências, uma série limitada começou em maio de 2010 examinando a queda de Norman Osborn e o resultado dos efeitos sobre seu filho Harry Osborn. A série foi intitulada Amazing Spider-Man Presents: American Son.

## Enredo
Norman Osborn convoca uma reunião com o super-vilão Cabal, que consiste em Doutor Destino, Hood, o  Treinador e o  Deus  Asgardiano  Loki, para discutirem sobre Asgard. Asgard é a casa dos deuses nórdicos, agora localizada flutuando acima de Broxton, Oklahoma e é o último bastião na consolidação de poder de Osborn. Uma fenda se desenvolve entre Doutor Destino e Osborn, criando um caos que parece dissolver o grupo. Mais tarde, sob o disfarce de respeitabilidade, Osborn tenta em vão obter do Presidente dos Estados Unidos permissão para invadir Asgard sob a alegação de que ela representa uma ameaça à segurança nacional. A conselho de Loki, engenheiros de Osborn manipulam uma tragédia em que o infeliz Asgardiano Volstagg, foi manipulado em lutar contra a equipe de super-vilões, os Alienígenas, inadvertidamente; provocando uma explosão que mata todos em um estádio lotado de futebol americano de Soldier Field em Chicago, Illinois. Isto dá a Osborn a justificação para sitiar Asgard com tropas militares, junto com os Vingadores Sombrios - sua equipe de super-vilões colocados como super-heróis e com legalistas plantadas em meio as várias equipes de "50-Iniciativa de Estado" de heróis. Ajuntam-se sob ordens de Osborn, Victoria Hand; fica preocupada com a crescente instabilidade de Osborn, sugerindo, sem sucesso, que Osborn procure terapia. Pouco depois, o Presidente percebe o mesmo e ordena que Victoria Hand vigie Osborn.
Nesse meio tempo, a fim de controlar melhor o altamente poderoso, mas psicologicamente frágil super-herói  Sentinela, que se deixou sob os cuidados de Osborn; ele também contratou o vilão  Mercenário para matar a esposa do Sentinela, Lindy Reynolds. Em seguida, ele afirma que ela havia cometido suicídio. Ao mesmo tempo, Loki prepara Asgard para a invasão por meio de assassinatos seletivos e neutralizando  Heimdall, guardião da cidade.
O cerco começa com o Sentinela atacando Asgard, seguido por um ataque aéreo maciço liderado por Osborn em sua armadura chamada Patriota de Ferro. O Asgardiano deus do trovão  Thor, que foi banido de Asgard por algum tempo, fica atordoado e cai em batalha. O ataque a Asgard instantaneamente se torna uma notícia importante, e  Steve Rogers, o antigo Capitão América, reúne um grupo de Vingadores legítimos no Brooklyn,  Nova York, para combater os Vingadores Sombrios, ajudando a defender Asgard e seu companheiro Thor. Ao mesmo tempo, a resistência dos Vingadores liderada por Tigra, Justiça e Gauntlet lançam seu próprio ataque ao acampamento da base H.A.M.M.E.R., destinado a eliminar a Iniciativa de Osborn.

## O Que Aconteceria Se...
Na série especial O que aconteceria se ... (What If?), a história "E se Osborn ganhasse o cerco de Asgard" é contada. Ares cede à sua intuição antes do cerco de Asgard, e ataca Osborn em seu próprio escritório depois de perceber que Osborn mentiu para ele. O assassinato de Ares pelo Sentinela no local, permitiu-lhe descansar entre as batalhas; dando-lhe a oportunidade de dirigir-se para a batalha totalmente ligado. Por sua vez, isso leva ele ser capaz de matar Thor, bem como o Capitão América. A maioria dos heróis presentes são subsequentemente abatidos pelos Vingadores Sombrios. Com a desgraça se abatendo sobre si mesmo, faz com que Emma Frost seja teletransportada para fora da batalha para que possa surgir com uma nova estratégia. A nova estratégia que Emma examinou sobre os Vingadores Sombrios foi descobrir a verdade sobre a morte de Lindy. Mercenário é encontrado fora, e Emma mostra ao Sentinela a verdade do que aconteceu, com resultados catastróficos. A psique frágil do Sentinela é quebrada por completo e ele surge em uma fúria assassina, matando ambos Frost e Mercenário, antes de se transformar em um vazio totalmente ligado, que, em seguida, mata o Doutor Destino, Capataz, e Hood. Ele então confronta Osborn e agradece a ele por libertá-lo, apenas para matá-lo também. No final, com os Vingadores, Vingadores Sombrios, e os deuses todos derrotados, nenhum é deixado para lutar contra o Vazio e ele acaba por consumir a Terra por completo, antes de se espalhar pelo resto do universo.

## Publicação no Brasil
A editora Panini Comics publicou a saga como uma minissérie mensal, a partir de março de 2010. Em 2015, foi republicada em uma única edição, pela editora Salvat na Coleção Oficial de Graphic Novels da Marvel. No ano de 2016 a Panini Comics reeditou a história em um volume capa dura, contendo mais de 400 páginas.